# 1226
1226 (MCCXXVI) fue un año común comenzado en jueves del calendario juliano.

## Acontecimientos
- 9 de marzo: en la región de Georgia (Asia), el sultán corasmio Jalal ad‑Din conquista la capital, Tbilisi.
- 18 de noviembre: cerca de la población kurda de Halabja (unos 240 km al noreste de Bagdad (Irak) a las 6:00 (hora local) se registra un terremoto de 6,3 grados en la escala sismológica de Richter (magnitud de 9) con epicentro a una profundidad de 9 km.
- En España comienza la construcción de la catedral de Toledo .
- En Prusia se establece la Orden Teutónica.

## Nacimientos
- Gregorio Bar Hebraeus, obispo, cronista y poeta católico sirio (f. 1286).

## Fallecimientos
- 3 de octubre: Francisco de Asís, religioso italiano (n. 1182) canonizado por la Iglesia católica.
- Pedro Alfonso de León, maestre de la Orden de Santiago. Se le supone hijo ilegítimo del rey Alfonso IX de León.